# 毛冷蕨
毛冷蕨（学名：Cystopteris japonica）为蹄蓋蕨科冷蕨屬下的一个种。

## 扩展阅读
- 維基物種上的相關：毛冷蕨